# محمد امین جان
حاجی محمد امین جان کوچی (پشتو: حاجی محمد امین جان کوچی) یک سیاستمدار افغان طالبان است که در حال حاضر به عنوان والی ولایت میدان وردک از ۷ نوامبر ۲۰۲۱ فعالیت می‌کند.